# NGC 3949
NGC 3949 — крупная спиральная галактика в созвездии Большая Медведица в 50 млн. световых лет от Земли. Тип SA(s)bc. В NGC 3949 наблюдалась вспышка сверхновой SN 2000DB
Галактика NGC 3949 входит в состав группы галактик M109. Помимо NGC 3949 в группу также входят ещё 42 галактики.